# Euphydryas phaeton
Euphydryas phaeton är en fjärilsart som beskrevs av Dru Drury 1767. Euphydryas phaeton ingår i släktet Euphydryas och familjen praktfjärilar. Inga underarter finns listade i Catalogue of Life.

## Bildgalleri

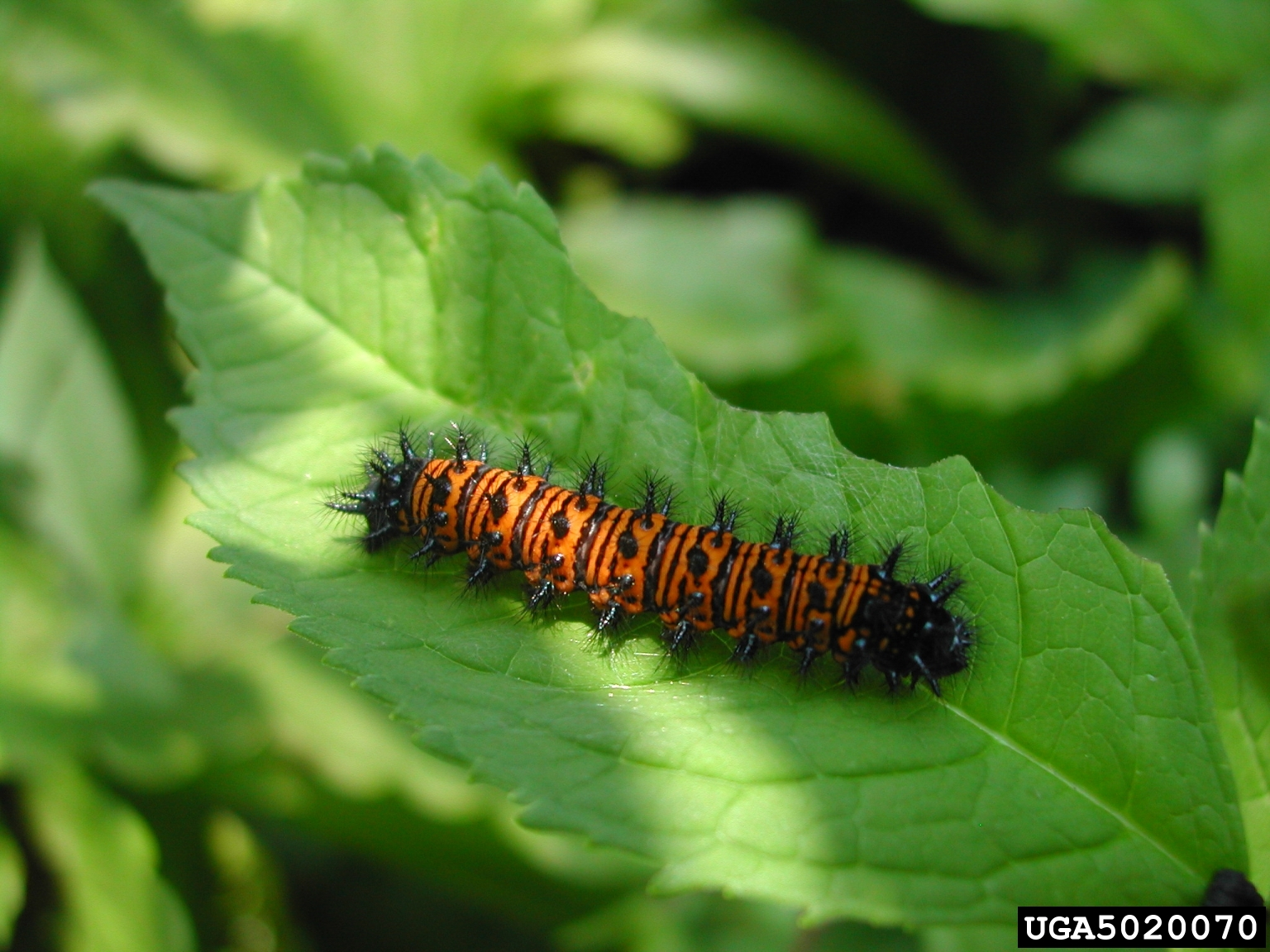
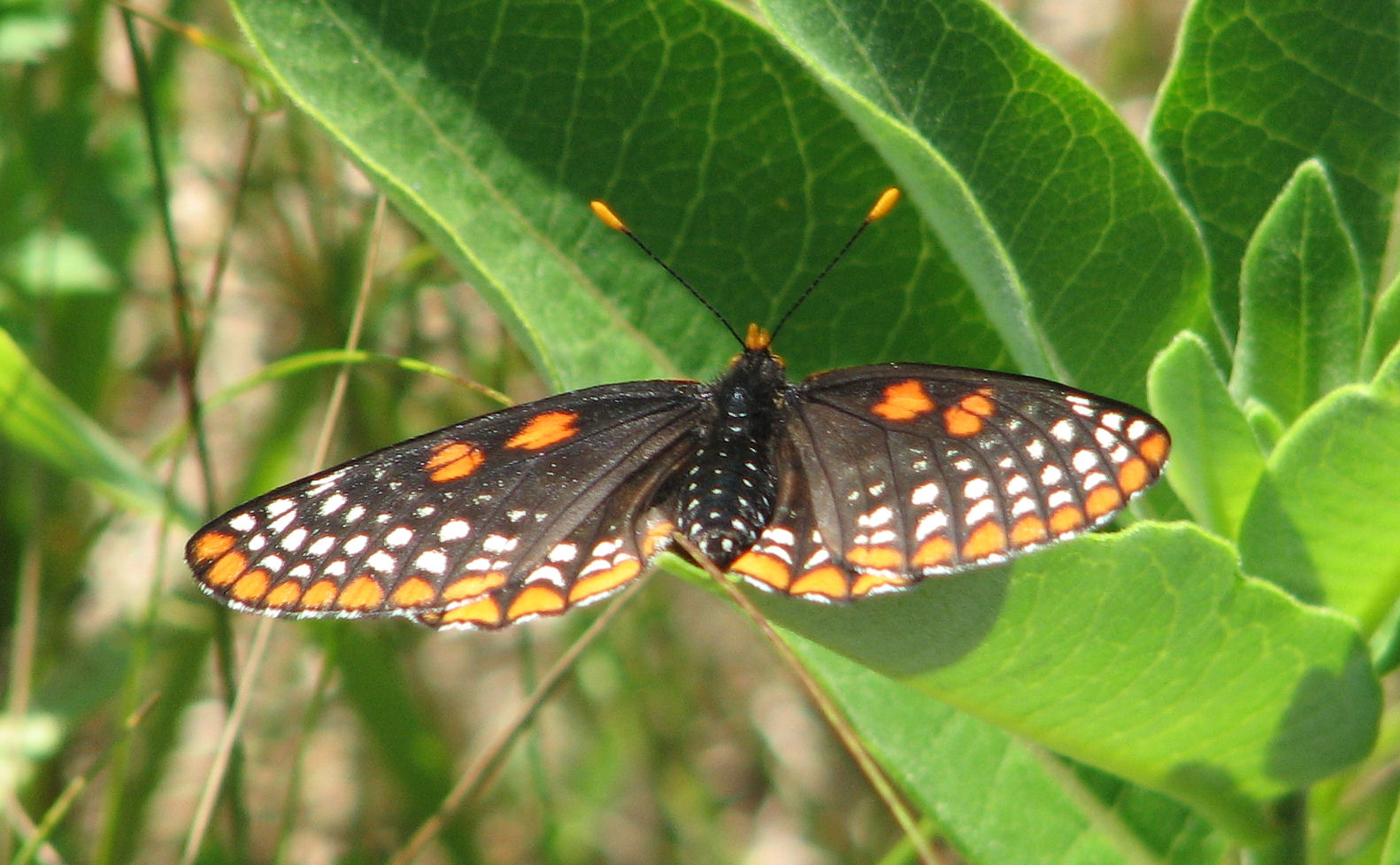